# Werner Scholz (Fußballspieler)
Werner Scholz (* 1. Dezember 1944 in Osterburg) ist ein ehemaliger deutscher Fußballtorwart und -trainer, der insgesamt 252 Bundesligaspiele für Alemannia Aachen und den VfL Bochum absolvierte.

## Karriere
Im Januar 1957 meldete sich Scholz bei der C-Jugend von Hamborn 07 an. Bei den Sportfreunden spielte er im Seniorenbereich von 1963 bis 1968 in der Regionalliga West. Nachdem Stammtorhüter Horst Podlasly 1963 zu Hannover 96 abgewandert war, hatte er sich in den ersten zwei Runden Regionalliga mit den Konkurrenten Friedhelm Prill und Franz-Josef Sarna auseinanderzusetzen. Spätestens ab der Runde 1965/66 hatte er sich aber im Tor der Hamborner „Löwen“ etabliert. Von 1963 bis 1968 stand er in 103 Regionalligaspielen für die Sportfreunde im Tor.
Zur Saison 1968/69 wechselte er zu Alemannia Aachen in die Bundesliga. In seiner ersten Saison setzte er sich gegen den vormaligen Stammtorhüter Gerhard Prokop durch und wurde in 30 Partien eingesetzt. In diesem Jahr erreichte Aachen die Vize-Meisterschaft hinter dem FC Bayern München, auch im folgenden Jahr konnte mit dem Erreichen des Halbfinales im DFB-Pokal, das jedoch mit 0:4 gegen den 1. FC Köln verloren wurde, ein Erfolg erzielt werden. Nachdem die Einsätze in den kommenden Jahren weniger wurden, wechselte er von der inzwischen in die Regionalliga West abgestiegene Alemannia – von 1970 bis 1972 absolvierte er für Aachen weitere 64 Regionalligaspiele – zum Bundesligisten VfL Bochum.
Scholz kam zwar zu keinem Einsatz in der deutschen Fußballnationalmannschaft. Er stand jedoch als einer von fünf Torleuten – mit Sepp Maier, Wolfgang Kleff, Norbert Nigbur und Bernd Franke – im „40er-Kader“ für die Fußball-Weltmeisterschaft 1974 in Deutschland. Den Sprung in das aus 22 Spielern bestehende Aufgebot, das für das Turnier gemeldet wurde, schaffte er jedoch nicht.
In Bochum war Scholz sechs Jahre lang die Nummer eins im Tor, ab 1978 überholte ihn jedoch Reinhard Mager und es blieb meist nur der Platz auf der Bank. In der Saison 1981/82 schloss er sich dem Zweitligisten Rot-Weiss Essen an, konnte aber wegen einer Außenmeniskusoperation nur noch 16 Spiele das RWE-Tor hüten und ließ dann im Sommer seine höherklassige Aktivenlaufbahn ausklingen.
Es folgten Jahre als Spielertrainer bei Amateurligisten wie Concordia Bochum und Vorwärts Werne, ehe „Scholli“ noch mit 43 Jahren für das Oberliga-Team des VfL Bochum reaktiviert wurde. Anschließend stieg der sich zum Personalsachbearbeiter der Friedrich-Krupp-Hüttenwerke hochgearbeitete Scholz beim VfL als Jugend- und Torwarttrainer ein. Ab 1995 übte er diese Funktion bei der SG Wattenscheid 09 aus. Er trainierte zunächst die A-Jugendlichen, bis ihn Trainer Hannes Bongartz auch zur ersten Mannschaft holte.
Insgesamt kam Scholz in 252 Bundesligaspielen, 167 Regionalligaspielen, 16 Zweitligapartien und 32 Spielen im DFB-Pokal zum Einsatz.